# Henning Philipsen
 Henning Philipsen (15. februar 1924 i Jebjerg - 25. juli 1985) var en dansk fagforeningsmand og socialistisk politiker, der 1971-77 var medlem af Folketinget for Socialistisk Folkeparti. 
Philipsen var født og opvokset i Salling. Han blev udlært smed i 1944, hvorefter han arbejdede som rejsemontør og fra 1959 som specialmontør i Kosangas. 1955/56 var han ansat ved Nordisk Mineselskab i Mestersvig i Grønland.
Han tilsluttede sig det nystiftede Socialistisk Folkeparti i 1959. Internet i partiet tilhørte han de såkaldte larsenister. I 1968 blev han medlem af partiets hovedbestyrelse og 1970 af forretningsudvalget. 
Philipsen valgtes 1966 til Aalborg byråd og 1971 til Folketinget. Han var desuden i en årrække formand for boligselskabet Fjordblink i Aalborg. 
Han er begravet på Almen Kirkegård i Aalborg.